# Облога Філадельфії
Обло́га Філаде́льфії — епізод Четвертої Сирійської війни між державами Селевкидів та Птолемеїв, пов'язаний із містом Філадельфія, котре існувало на території столиці сучасної Йорданії Аммана.
На другий рік війни сирійський цар Антіох III вторгнувся у Галілею та Зайордання, де оволодів цілим рядом важливих міст (зокрема, Атабірієм, Скіфополісом, Гадарою). При цьому чимало єгипетських загонів, котрі рятувались від селевкідської армії, зібрались до міста Філадельфія. Звідси вони здійснювали напади на землі союзних Антіоху арабів, про що й доповіли сирійському царю, котрий виступив на Філадельфію та обложив її.
Визначивши два місця, звідки було найзручніше штурмувати цитадель, Антіох доручив своїм помічникам Нікарху та Теодоту ведення робіт на цих напрямках. Обидва командири так бажали першими увірватись до обложеної фортеці, що між ними почалось щось на кшталт змагання і в обох місцях мури рухнули значно швидше, аніж очікувалось. Втім, наступні безперервні приступи, котрі велись вдень і вночі, не принесли успіху, оскільки Філадельфія мала численних оборонців.
В якийсь момент один із полонених вказав на підземний хід, яким обложені спускалися по воду (пагорб, де розташовувалась цитадель, не мав власного джерела й залежав від збору дощової води і доступу до зовнішніх джерел). Хід забили деревиною та камінням, після чого нестача води примусила обложених капітулювати.
Залишивши у Філадельфії сильний гарнізон під командуванням Нікарха, Антіох вирушив на зимівлю до приморської Птолемаїди.